# Овчинникова Олена Василівна
Олена Василівна Овчи́нникова (нар. 1 жовтня 1935, Київ) — український графік, есеїст, педагог; член Спілки радянських художників України з 1965 року.

## Біографія
Народилася 1 жовтня 1935 року в місті Києві (нині Україна). Дочка художників Василя Овчинникова і Раїси Марголіної. 1960 року закінчила Київський художній інститут по майстерні станкової графіки. Її викладачами були зокрема Олександр Пащенко, Василь Касіян, Олександр Данченко, ЛеонідЧикан, Іван Селіванов, Сергій Єржиковський. Дипломна робота — серія ліноритів «Люди з Верховини».
Упродовж 1969—1982 років викладала малюнок у Київському художньому інституті. Жила у Києві, в будинку на Русанівській набережній № 22, квартира № 43 та у будинку на вулиці Ежена Потьє, № 11, квартира № 69. У 2001 році емігрувала до США, живе й працює у місті Піттсбурзі.

## Творчість
Працювала у галузях станкової та книжкової графіки, монументального мистецтва. Серед робіт:
станкова графіка
- серія ліногравюр «Люди з Верховини» (1960);
- серія ліногравюр «Мирне літо» (1963—1965);
- диптих «Балада про синів» (1967);
- «Свято, що завжди з тобою» (1971, літографія);
- серія літографій «Житіє протопопа Авакума» (1977);
- серія «Київський щоденник» (1990-ті);
- серія «Емігрантські сни» (2002—2007);

темперний живопис
- «Пологовий будинок» (1967);
- «Святкові сорочки для десяти синів» (1971);
- «Кришталева чара» (1980);
- «Жнива» (1983);
- «Рушники» (1994);
- «Благодійні обіди» (1997).

1990 року зробила розписи «Гопак», «Краков'як» у фойє концертого залу київського готелю «Інтурист».
Проілюструвала понад 25-ти книжок, зокрема:
- «Подорож Нільса Гольгерсона з дикими гусьми» Сельми Лагерлеф (1964);
- «Свято святого Йоргена» Гаральда Бергстедта (1967);
- «Балада про синів» (1967);
- «Вир» Григорія Тютюнника (1971, акварель);
- «Маруся» Григорія Квітки-Основ'яненка (1985);
- «Вершники» Юрія Яновського (1987);
- «Казки» Луки Дем'яна (1969).

Брала участь у республіканських виставках з 1960 року, всесоюзних — з 1965 року, зарубіжних — з 1964 року. Персональні виставки відбулися у Києві у 1987 і 1995 роках.
Окремі роботи художниці зберігаються у Національному художньому музеї України та Музеї української діаспори в Києві, Вінницькому, Дніпровському, Одеському, Запорізькому, Миколаївському, Полтавському, Херсонському художніх музеях.
Авторка низки есе, зокрема в журналі «Всесвіт»: «12 дней во Франции» (1966), «Я не стану описывать Колизей» (1971), «Америка: шедевры и муляжи» (1978) тощо.